# Диллендорф, Андрей Евгеньевич
Андрей Евгеньевич Диллендорф (род. 13 мая 1936, Москва) — советский и российский скульптор. Почётный член в Российской академии художеств (2010). Работает преимущественно в станковой скульптуре.

## Биография
Андрей Диллендорф родился 13 мая 1936 года в Москве. В 1952—1957 годах учился в Московском художественно-промышленном училище имени М. И. Калинина, где его преподавателями были М. А. Шмаков и С. П. Евангулов. Дипломная работа — декоративный кубок (резная кость). В 1957—1963 годах учился в Московском художественном институте имени В. И. Сурикова у А. А. Древина, Д. Д. Жилинского и Н. В. Томского. Дипломная работа — «Портрет заслуженного мастера спорта Э. Озолиной». С 1963 года принимал участие в художественных выставках. В 1968 году вступил в Союз художников СССР.
В 2009 году в Московском музее современного искусства состоялась персональная выставка «Андрей Диллендорф. Скульптура и графика». Работы Андрея Диллендорфа находятся в собраниях Государственной Третьяковской галереи, Московского музея современного искусства и других музеев.

## Работы
- Три девушки (гипс, 1966)[2]
- Моряк (чугун, 1967)[3]
- Голова солдата (бронза, 1969)[2]
- В .И. Ленин (фигура — алюминий, 1969; бюст — мрамор, 1970)[3]
- Отдыхающий (гипс, 1972)[2]
- Этюд (гипс, 1976)[2]
- Торс (гипс, 1979)[2]
- В переходе (гипс, 1981)[2]
- В мастерской (гипс, 1981)[2]
- Этюд (гипс, 1981)[2]
- Объездчик леса (гипс, 1981)[2]

## Память
Портрет Андрея Диллендорфа выполнил Д. Д. Жилинский в картине «Молодые скульпторы» (1964, Пензенская областная картинная галерея имени К. А. Савицкого).